# 대구불교방송
대구불교방송(大邱佛敎放送, Daegu Buddhist Broadcasting System)은 대한민국의 BBS불교방송 네트워크권 대구, 경북지역 라디오 방송국이다.

## 연혁
- 1996년 11월 11일 : 개국(초단파 94.5㎒, 3㎾)
- 2003년 12월 23일 : 대구불교방송 포항중계소 개소 (초단파 105.5㎒, 500W)
- 2003년 12월 24일 : 대구불교방송 안동중계소 개소 (초단파 97.7㎒, 1㎾)
- 2023년 7월 1일 : 대구불교방송 경상북도 군위군 → 대구광역시 군위군 통합

## 방송 주파수
| 방송국       | 호출부호 | 송신소        | 주파수     | 출력 | 송신소 위치                        |
| ------------ | -------- | ------------- | ---------- | ---- | ---------------------------------- |
| 대구불교방송 | HLDI-FM  | 팔공산 송신소 | FM 94.5㎒  | 3㎾  | 경북 영천시 신녕면 치산리 산141-5  |
| 대구불교방송 | HLDI-FM  | 학가산 중계소 | FM 97.7㎒  | 1㎾  | 경북 안동시 북후면 신전리 산69     |
| 대구불교방송 | HLDI-FM  | 조항산 중계소 | FM 105.5㎒ | 500W | 경북 포항시 남구 동해면 금광리 1-2 |

## 방송 시간
- 매일 새벽 4시 ~ 다음날 새벽 2시 (총 22시간)

## 같이 보기
- 대구가톨릭평화방송
- 대구원음방송
- 대구CBS
- TBC
- 대구MBC
- 안동MBC
- 포항MBC
- KBS대구방송총국
- KBS안동방송국
- KBS포항방송국
- TBN 대구교통방송
- TBN 경북교통방송
- 성서공동체FM
- 영주FM

## 직원 소개

### 총괄국장
- 박치민

### 방송부
- 부장 : 박명한
- 사원 : 김영성, 정시훈, 박수경, 문정용, 김종렬, 안홍규

### 사업부
- 부장 : 박치민
- 사원 : 배종식, 배미영, 정민정